# Кошівська сотня
Ко́шівська со́тня — козацька сотня із центром у Кошеві.

## Історія

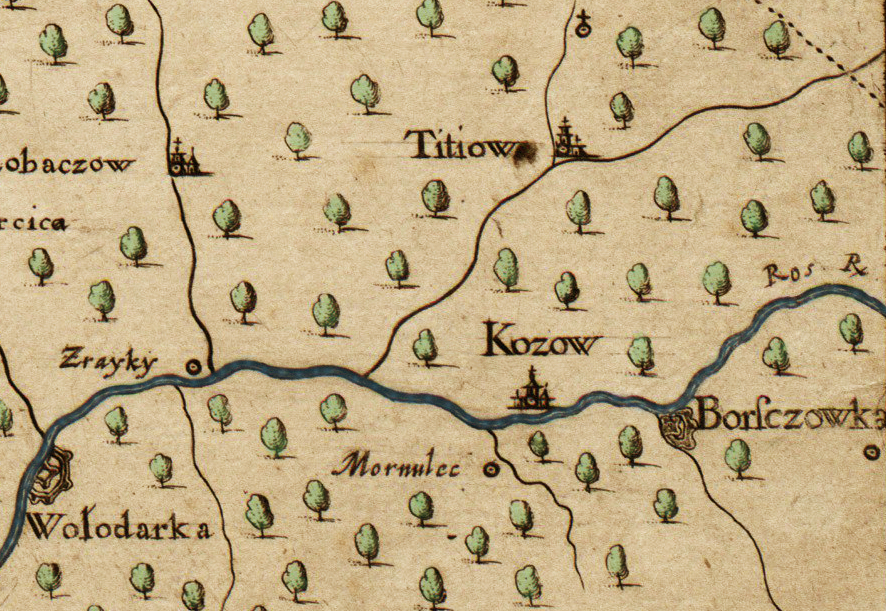
Кошів (Kozow) на мапі Боплана (1650)

Селище Кошів відносилося до Білоцерківського полку (імовірно, до Борщагівської сотні).
Після підписання Білоцерківської угоди 1651 року виділено в самостійну одиницю, як сотенне містечко. Кошівська сотня входила до складу Паволоцького полку. Про сотню збереглася письмова згадка за 1654 рік.
Імовірним сотником став Тимко (?) Форостина, уродженець Кошева, який 1649 року був отаманом Обухівської сотні Київського полку.